# Umhang des Powhatan

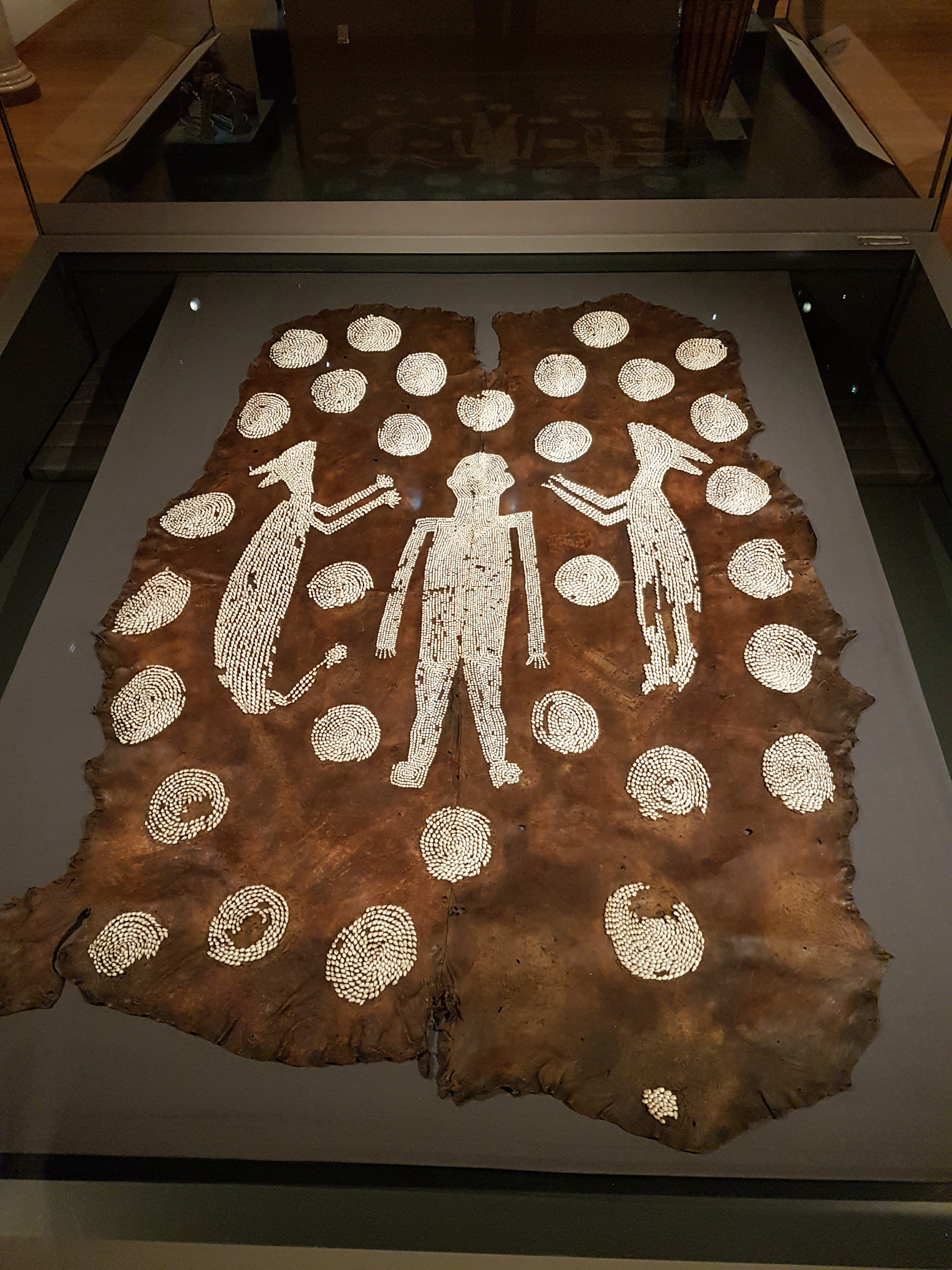
Umhang des Powhatan im Ashmolean Museum

Der Umhang des Powhatan (engl.: Powhatan's Mantle) ist ein aus Hirschleder und aufgenähten Schneckengehäusen gefertigter Umhang, dessen Besitz seit dem frühen 17. Jahrhundert Wahunsonacock, einem Oberhäuptling der Powhatan und Vater von Pocahontas, zugeschrieben wurde.
Bereits im frühen 17. Jahrhundert gelangte der Umhang von Virginia nach Europa. Er gehörte mit vier weiteren Umhängen, die heute verschollen sind, zum Bestand des von John Tradescant dem Älteren begründeten Musaeum Tradescantianum, im heute zu London gehörenden Lambeth. Nach dessen Schließung bildete der Sammlungsbestand den Grundstock für das von Elias Ashmole gegründete Ashmolean Museum in Oxford. Der Umhang des Powhatan ist eines der wenigen Artefakte aus Virginia, die bis heute überdauert haben.
Es gilt heute als sicher, dass der Umhang nicht als Kleidungsstück diente, sondern eine zeremonielle Bedeutung hatte. Die aufwändige Gestaltung wird als Darstellung eines Herrschaftsbereichs im Sinne einer politischen Karte gedeutet, auf der die Kreise einzelnen Stämmen der Ende des 16. Jahrhunderts von Wahunsonacock geschaffenen Powhatan-Konföderation entsprechen.

## Beschreibung
Der Umhang besteht aus vier zweiseitig beschnittenen und an den Schnittkanten zusammengenähten, gegerbten Häuten von Weißwedelhirschen. Er misst in der weitesten Ausdehnung 2,35 mal 1,60 Meter. Auf das Leder sind die Gehäuse von ursprünglich mehr als 20.000 Randschnecken aufgenäht. Der britische Kulturanthropologe Edward Tylor bestimmte die Schnecken 1888 als Prunum nivosum (Hinds, 1844), eine Art der Karibik. Aus dieser Identifizierung resultierten Spekulationen über einen möglichen Handel der Powhatan mit den westindischen Inseln. In den 1980er Jahren erfolgte eine neue Identifizierung als Prunum roscidum (Redfield, 1860), eine an der Atlantikküste Virginias heimische Art. Davon abweichend wurde die Art Anfang des 21. Jahrhunderts als die fossile Prunum limatulum bestimmt, die auch im Känozoikum Virginias vorkommt.
Jedes einzelne Gehäuse wurde an einem Strand aufgesammelt oder dem erodierten Gestein eines Flussufers entnommen. Anschließend wurde es einseitig so weit abgeschliffen, dass ein Loch zum Durchführen einer Sehne entstand. Mit der durch dieses Loch und die natürliche Öffnung des Schneckengehäuses hindurch geführten Sehne wurden sie auf dem Hirschleder angenäht.
Die Schneckengehäuse auf dem Umhang sind in ursprünglich 34 Kreisen, zwei Tierfiguren und einer Darstellung eines Menschen angeordnet. Im Unterschied zu den Schneckengehäusen für die Kreise und die beiden Tierdarstellungen wurden die Gehäuse für die Figur des Menschen im Zentrum an zwei Seiten abgeschliffen, so dass sie deutlich kleiner als die übrigen sind. Das Geschlecht des im Zentrum dargestellten Menschen lässt sich nicht bestimmen. Die Figur ist jedoch mit den verfügbaren Mitteln detailliert ausgearbeitet, bis hin zu Daumen und großen Zehen, die von den übrigen Fingern und Zehen unterscheidbar sind. Die beiden Tierdarstellungen wirken auf den ersten Blick gleichartig. Die unterschiedliche Ausführung der Schwänze und Füße lässt jedoch erkennen, dass es sich um unterschiedliche Arten handelt: das linke Tier hat einen langen Schwanz und runde Pfoten mit fünf Zehen, während das rechte einen kurzen Schwanz und einfach gespaltene Hufe aufweist. Da der einzige in Virginia heimische Paarhufer der Weißwedelhirsch war, konnte aus dem Größenverhältnis der Darstellungen des Hirsches und des Menschen auch für das linke Tier die Größe geschätzt werden. Auf dieser Grundlage kommt nur ein Puma für die linke Darstellung in Frage.

## Erhaltung

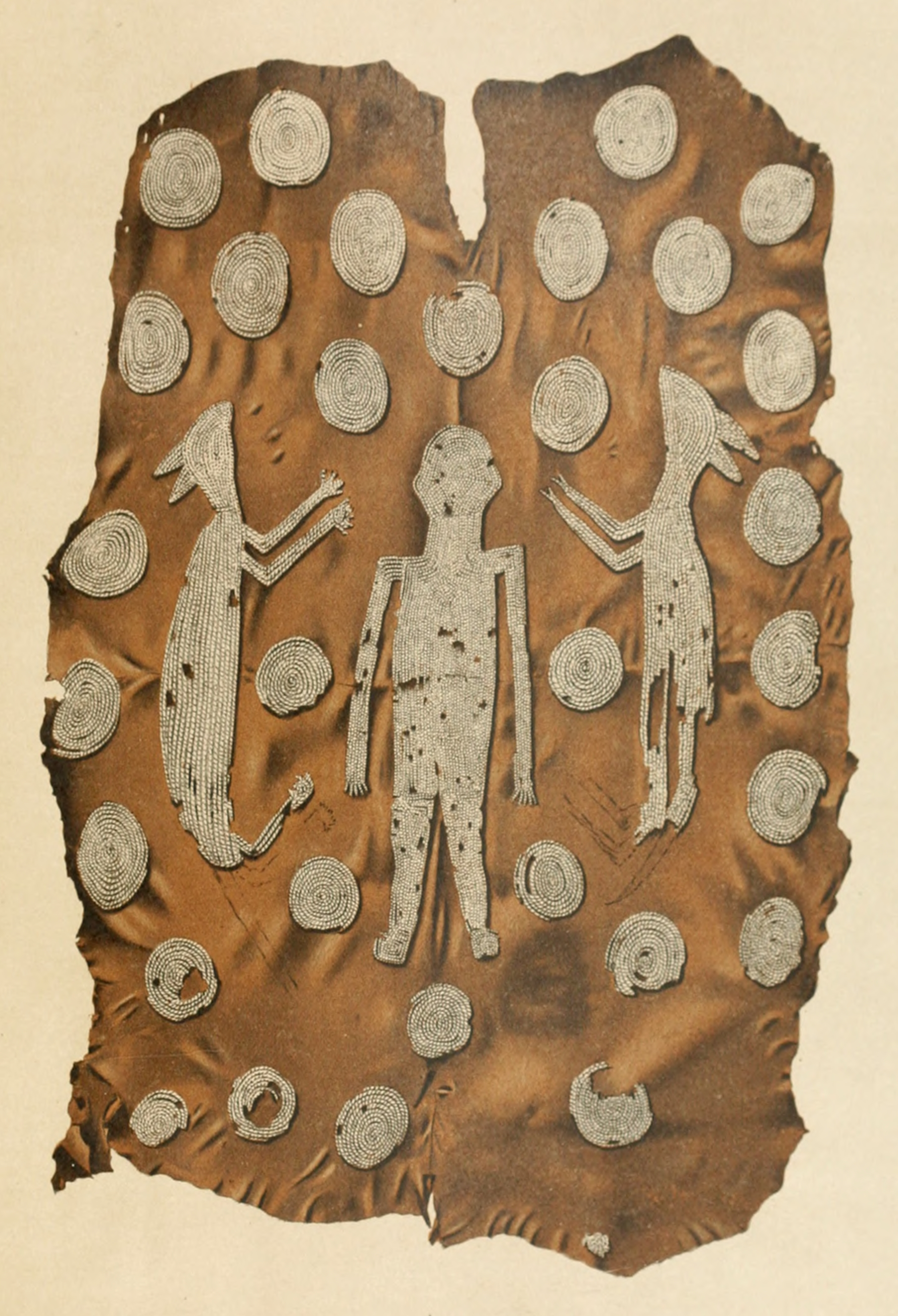
Lithografische Abbildung, 1888

Zwei Kreise fehlen vollständig und einige weitere sowie Teile der Darstellungen der Tiere und des Menschen sind in unterschiedlich großem Umfang verloren. Das vollständige Bild kann jedoch mit Hilfe der Nahtlöcher im Leder rekonstruiert werden. Da sich die ganz oder teilweise fehlenden Kreise weit überwiegend im unteren Bereich der Darstellung befinden und sich auch die Schäden der Tierdarstellungen und des Menschen auf die unteren Gliedmaßen konzentrieren, werden die Schäden als Vandalismus durch Besucher während der öffentlichen Ausstellung des Umhangs angesehen. Seit 1888, als der Umhang erstmals für eine Veröffentlichung fotografiert wurde, sind keine nennenswerten Schäden hinzugekommen.
1976 wurde der Umhang erstmals seit fast 300 Jahren außerhalb von Oxford präsentiert. Dazu wurde er gereinigt und durch eine Behandlung des Leders in einen geschmeidigeren Zustand versetzt. Die Untersuchung erbrachte Hinweise auf frühere Restaurierungen wie vernähte Risse an den Kanten, die wahrscheinlich vor dem 20. Jahrhundert durchgeführt worden sind.

## Funktion
Die Fertigung des Umhangs war äußerst arbeitsaufwändig und belastete die ohnehin sehr mit alltäglichen Aufgaben belasteten Näherinnen – die Literatur unterstellt einheitlich die Anfertigung durch Frauen – ganz erheblich. Aus diesem Grund und wegen der großen Zahl der verarbeiteten Schneckengehäuse muss der Umhang des Powhatan in der indigenen Gesellschaft ein Objekt von enormem Wert gewesen sein. Es wird ausgeschlossen, dass es sich bei dem Umhang um ein alltägliches Kleidungsstück handelte.
Die über mehrere Jahrhunderte angenommene Zuschreibung der Umhangs zum persönlichen Besitz von Wahunsonacock gilt als fraglich. Der Umhang stammt aber ohne Zweifel aus der unmittelbaren Umgebung der englischen Kolonie Jamestown im späteren Virginia. Die Deutung der Darstellungen war über lange Zeit zweifelhaft. Mittlerweile gilt es als sicher, dass der Umhang des Powhatan eine Darstellung der sozialen und politischen Beziehungen innerhalb der Powhatan-Konföderation ist.

## Provenienz
Der Umhang des Powhatan gelangte bereits im frühen 17. Jahrhundert von Virginia nach England. Dort wurde er – zusammen mit drei weiteren Umhängen und der Virginian Purse – zunächst jahrzehntelang im Musaeum Tradescantianum im heute zu London gehörenden Lambeth gezeigt. Der erste überlieferte Nachweis des Umhangs im Musaeum Tradescantianum sind die in der Bodleian Library aufbewahrten tagebuchartigen Notizen des Juristen und späteren Nürnberger Ratsherren Georg Christoph Stirn. Stirn besuchte das Museum als 22-Jähriger im Juli 1638. Neben vielen anderen Exponaten erwähnte er die Robe des Königs von Virginia.
Eine plausible Erklärung für die Herkunft des Umhangs ist eine 1637 durchgeführte Reise des jüngeren John Tradescant nach Virginia. Zu diesem Zeitpunkt war Wahunsonacock bereits 19 Jahre tot, und die englischen Kolonisten befanden sich seit 15 Jahren fast ununterbrochen im Krieg mit den Virginia-Algonkin. Die Plünderung der traditionellen Schatzhäuser der regierenden Familien der Virginia-Algonkin war ein Teil der von den Kolonisten betriebenen Strategie der Ausrottung. Tradescant könnte den Umhang, weitere Kleidungsstücke und andere Artefakte von älteren Siedlern erworben haben, wobei die angebliche Herkunft des Umhangs aus dem Besitz des legendären Wahunsonacock ein starkes Argument für einen „guten“ Preis gewesen wäre.
Im 1656 von John Tradescant dem Jüngeren veröffentlichten Katalog der Sammlung wird der Umhang auf Seite 47 mit einer Reihe weiterer Kleidungsstücke aufgeführt. Der Umhang wird dort Powhatan zugeschrieben und als mit Muscheln besetzt bezeichnet: Pohatan, King of Virginias habit all embroidered with shells, or Roanoke. Die Bezeichnung Roanoke war der Eigenname eines der ersten Völker, mit denen die englischen Siedler in Nordamerika in Kontakt kamen. Der Name wurde von den Europäern zeitgenössisch für die als dekoratives Element auf Kleidungsstücken und anderen Objekten oder als Zahlungsmittel verwendeten Schneckengehäuse übertragen.
Der Umhang und die Virginian Purse gehören zu jenen Sammlungsstücken, die von Elias Ashmole für sein Ashmolean Museum in Oxford erworben wurden. Beide zählen heute zu den bedeutenden Exponaten des Museums und zu den wenigen überlieferten indigenen Artefakten aus der Frühzeit der englischen Kolonien.

## Kopie
Eine stark vereinfachte Kopie des Umhangs befindet sich im Jamestown Settlement, einem Freilichtmuseum in unmittelbarer Nähe des historischen Jamestown. Diese Kopie war offenbar Vorlage für ein Kleid, das die Titelheldin in einer Szene des US-amerikanischen Zeichentrickfilms Pocahontas aus dem Jahr 1995 trägt.
Im Mai 2018 richtete das Powhatan Museum of Indigenous Arts and Culture im historischen Bezirk Mount Pleasant in Washington, D.C., dessen Logo eine modifizierte Abbildung des Umhangs ist, eine Petition zur Errichtung einer Statue von Wahunsonacock an eine Reihe von Abgeordneten des Staates Virginia. Die Statue soll in der National Statuary Hall des Kapitols in Washington die von Virginia gestiftete Statue von Robert Edward Lee ersetzen. Obgleich die Verbindung des Umhangs mit Wahunsonacock fraglich ist, soll die geplante Bronzestatue der Petition zufolge eine Kopie des Umhangs tragen. Auf dem Sockel soll mit dem Namen Powhatan II ein Siegel mit einer Abbildung des Umhangs gezeigt werden.